# One Room, Hi Atari Futsū, Tenshi Tsuki.
One Room, Hi Atari Futsū, Tenshi Tsuki. (ワンルーム、日当たり普通、天使つき。?), conocida como Studio Apartment, Good Lighting, Angel Included en inglés, y Apartamento tipo estudio, buena iluminación, ángel incluido en español, es una serie de manga japonesa escrita e ilustrada por matoba. Se ha serializado en la revista Monthly Shōnen Gangan de Square Enix desde septiembre de 2020 y se ha compilado en siete volúmenes de tankōbon. Una adaptación a serie de televisión anime producida por Okuruto Noboru se emitió desde marzo a junio de 2024.

## Sinopsis
Shintarō Tokumitsu es un estudiante que vive solo en un departamento. Un día, una chica llamada Towa aparece cerca de su habitación. Ella es un ángel que fue asignado por Dios para aprender de la humanidad. Después de convencerlo de su identidad, comienza a vivir con él.

## Personajes
Shintarō Tokumitsu (徳光 森太郎 Tokumitsu Shintarō?)
 Seiyū: Shūichirō Umeda
Shintaro es el protagonista principal de la historia. Es un estudiante de primer año que vive solo en un departamento. A pesar de que recibe una prestación de sus padres, tiene un trabajo de medio tiempo. Shintaro desarrolla sentimientos hacia Towa una vez comienzan a vivir juntos.
Towa (とわ?)
 Seiyū: Hikaru Tono
Towa es la protagonista femenina de la serie. Es un ángel que bajó a la tierra con la esperanza de aprender más sobre los humanos. Ella acaba viviendo en el departamento de Shintaro y realiza las tareas del hogar por él en su ausencia. Cuando ella se emociona, sus alas salen de su espalda. Ella parece ajena a los sentimientos de Shintaro hacia ella, pero aún se preocupa profundamente por él.
Tsumugi Tsutsumi (堤 つむぎ Tsutsumi Tsumugi?)
 Seiyū: Hana Tamegai
Tsugumi es una compañera de clase de Shintaro la cual se enamora de él a primera vista pese a que Shintaro no muestra indicios de sentirse atraído por ella. Se conocieron brevemente cuando eran niños, pero no se reunieron hasta que ingresaron a la escuela secundaria. Se pone extremadamente celosa cada vez que ve a Shintaro interactuando con Towa.
Noel Izumi (和泉 のえる Izumi Noeru?)
 Seiyū: Saori Ōnishi
Noel es una compañera de trabajo en el restaurante donde trabaja Shintaro. Ella en realidad es una Yuki-onna cuya costumbre es crear ventiscas cuando se emociona demasiado. Su nombre es una clara referencia a la Navidad. 
Lilishka (リリーシュカ Rirīshuka?)
 Seiyū: Yui Ogura
Una chica que forma parte del club de ocultismo. Ella tiene una personalidad Chūnibyō y además, en realidad ella es un vampiro.
Hisui Tsurumi (蔓深 ひすい Tsurumi Hisui?)
 Seiyū: Kanon Takao
Una chica extremadamente tímida que usa gafas. En realidad es un Kappa que esconde su apariencia bajo un disfraz humano.

## Contenido de la obra

### Manga
Escrito e ilustrado por matoba, One Room, Hi Atari Futsū, Tenshi Tsuki. comenzó su serialización en la revista Monthly Shōnen Gangan de Square Enix el 12 de septiembre de 2020. A abril de 2024, se han publicado siete volúmenes de tankōbon.
En diciembre de 2021, Yen Press anunció que había obtenido la licencia de la serie para su publicación en inglés.

#### Lista de volúmenes
| Volúmenes de manga publicados | Volúmenes de manga publicados | Volúmenes de manga publicados |
| Número                        | Fecha de lanzamiento          | ISBN                          |
| ----------------------------- | ----------------------------- | ----------------------------- |
| 1                             | 12 de abril de 2021           | ISBN 978-4-75-757196-9        |
| 2                             | 12 de octubre de 2021         | ISBN 978-4-75-757528-8        |
| 3                             | 12 de abril de 2022           | ISBN 978-4-75-757875-3        |
| 4                             | 12 de octubre de 2022         | ISBN 978-4-75-758198-2        |
| 5                             | 12 de abril de 2023           | ISBN 978-4-75-758520-1        |
| 6                             | 12 de octubre de 2023         | ISBN 978-4-75-758847-9        |
| 7                             | 12 de abril de 2024           | ISBN 978-4-75-759149-3        |

### Anime
El 4 de octubre de 2023 se anunció una adaptación de la serie de televisión de anime. Será producida por Okuruto Noboru y dirigida por Kenta Ōnishi, con guiones escritos por Shōgo Yasukawa, diseños de personajes a cargo de Yūya Uetake y música compuesta por Shunsuke Takizawa. La serie se estrenó el 6 de abril de 2024 en Tokyo MX y otros canales. El tema de apertura es "Kimi Iro no Kiseki" interpretado por Yui Ogura, mientras que el tema de cierre es "Sunny Canvas" interpretado por SoundOrion. Crunchyroll obtuvo la licencia de la serie fuera de Asia.